# Буруанці
Буруанці, також народ буру (індонез. Suku Budu) — народність, що проживає в Індонезії на острові Буру (індонез. Pulau Buru), а також на деяких інших Молуккських островах (індонез. Kepulauan Maluku). Самоназви — гебфука, гебемліар (індонез. gebfuka, gebemliar) — буквально «люди землі», «народ землі».
Належать до східно-індонезійської антропологічної групи. Чисельність близько 48 000 осіб. З етнографічної точки зору споріднені з іншими корінними народами острова Буру. Рідною мовою народності є австронезійська буруанська мова.
Неоднорідні в релігійному плані: приблизно рівні частки сповідують іслам і християнство, зберігають пережитки язичництва. У 1990 — 2000-х роках серед буруанців відбувалися зіткнення на міжконфесійному ґрунті.

## Чисельність і розселення

Етнографічна карта Буру: ареал розселення буруанців виділений жовтим кольором

Загальна чисельність — близько 48000, з них більшість — на острові Буру. Є найчисельнішою серед тубільних народностей Буру, становлять більше чверті сучасного населення острова (близько 165 000 осіб на 2012 рік). За межами Буру найбільша кількість буруанців проживає на острові Амбон — близько 2000 осіб, по кілька сотень живе на деяких інших островах індонезійської провінції Малуку і в столиці країни Джакарті. Невелика громада буруанців існує в Нідерландах — здебільшого нащадки військовослужбовців Республіки Південно-Молуккських островів (індонез. Republik Maluku Selatan), які емігрували туди після приєднання цієї самопроголошеної держави до Індонезії в 1950 році.

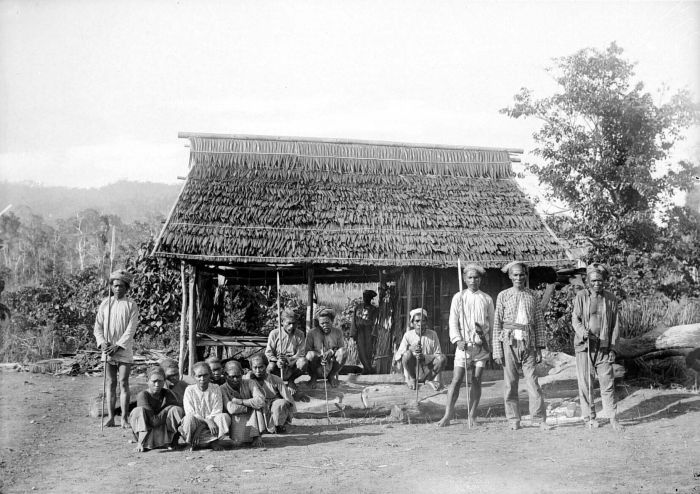
Традиційне житло буруанців. Початок XX століття

Буруанці досить рівномірно проживають практично по всій території Буру, крім деяких ділянок північного узбережжя — при тому, що в центральній, гористій частині острова, щільність їх розселення, природно, значно нижча, ніж на рівнинному узбережжі. У багатьох районах острова вони утворюють більшість сільського населення. Значна частка буруанців і серед міських жителів, проте в найбільших населених пунктах — зокрема, в Намролі й Намлеа — вона поступово знижується внаслідок поселення там вихідців з інших районів Індонезії.
На початку голландської колонізації острова Буру — в середині XVII століття — значну частину буруанської племінної верхівки переселили на східний край острова, де згодом вона стала однією зі складових у процесі етногенезу народності каєлі .
У складі буруанської народності можна виділити кілька етнічних груп, що різняться за способом життя та мовною специфікою — рана (14258 осіб, переважно в центральній частині острова), масарете (близько 9600 осіб, переважно на півдні острова), ваесама (6622 особи, переважно на південному сході острова), фогі (близько 500 осіб, здебільшого на заході острова).

## Мова
Рідною для народності є буруанська мова, що належить до центрально-молуккської гілки центрально-східних малайсько-полінезійських мов. У складі мови вирізняють три діалекти, носіями яких є однойменні етнічні групи рана, масарете і ваесама. Крім того, частина рана (за різними підрахунками, 3-5 тисяч осіб), поряд зі своїм основним діалектом використовує так звану «секретну мову» лігахан. Існуючий раніше на заході острова діалект фогі нині вважають вимерлим.
Лінгвістична відмінність між буруанськими діалектами відносно невелика. Так, лексична спільність між масарете і ваесама становить близько 90 %, між масарете і рана — 88 %, між ваесама і рана — 80 %.
Хоча в побуті більшість буруанців розмовляє переважно рідними діалектами, значна їх частина, особливо в прибережних районах і великих населених пунктах, на тому чи іншому рівні володіє державною мовою Індонезії — індонезійською. На узбережжі також в обігу амбонський діалект малайської мови, так званий Мелаю Амбон (індонез. Melayu Ambon) — доволі поширений на Молуккських островах у ролі лінгва-франка (фактично являє собою спрощену індонезійську мову з тією чи іншою часткою місцевої лексики).

## Релігія
З конфесійної точки зору буруанці не є однорідною спільністю: близько 30 % з них є мусульмани — суніти (переважно жителі південної частини острова), близько 12 % — християни, переважно протестанти (здебільшого на півночі). При цьому більш як половина народності тією чи іншою мірою дотримується традиційних місцевих вірувань. У центральних районах острова частина буруанців відкрито сповідує культ верховного божества Опо Геба Снулат і його посланця Набіата.
Наприкінці 1990-х — на початку 2000-х років у контексті важкої соціально-економічної кризи й загального загострення етноконфесійних відносин в Індонезії серед буруанців почастішали конфлікти на міжрелігійному ґрунті, які часто накладалися на традиційні міжродові суперечності. При цьому на стороні буруанців-мусульман нерідко виступали їхні одновірці — численні мігранти з Яви, тоді як їх супротивників підтримували представники християнських народностей з інших Молуккських островів, що також у значній кількості проживають на острові. Найбільшого озлоблення конфлікт набув у селі Ваінібе (індонез. Wainibe), де всього за кілька днів грудня 1999 року, було вбито 43 людини й спалено не менш як 150 житлових будинків.

## Спосіб життя

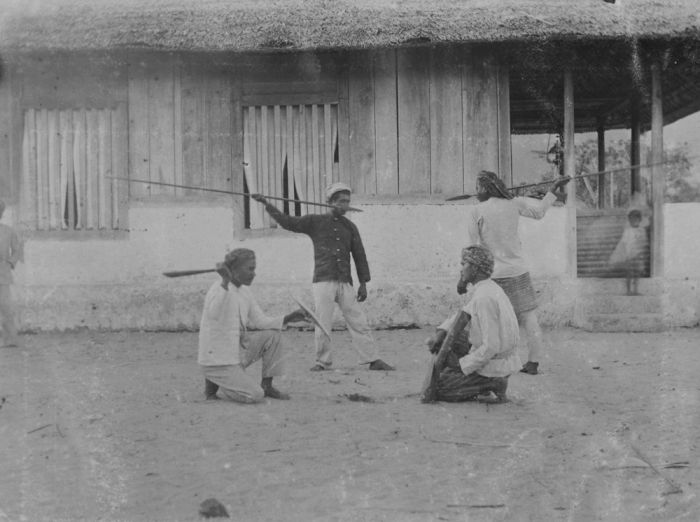
Буруанці демонструють володіння традиційною зброєю — списами

Основа традиційної соціальної організації буруанців у гірських та рівнинних районах різна. У першому випадку це — патрилінійний локалізований рід фена, у другому — сусідська громада н́егрі.
Більшість буруанців зайняті в різних галузях сільського господарства, насамперед — у землеробстві. Найпоширеніші культури — рис, кукурудза, саго, батат, а також прянощі — гвоздика, мускатний горіх і евкаліптове дерево, з пагонів якого виготовляють ароматичну олію.
У внутрішніх районах поширене полювання (основні промислові види — дика свиня — бабірусса, олень, кускус), на узбережжі — рибальство (основний промисловий вид — тунець). У міру економічної модернізації острова Буру, зростає кількість буруанців, які знаходять роботу в сфері послуг і на промислових підприємствах.
Традиційні житла буруанцев — каркасні будинки з бамбука, часто на палях. Дахи покриті пальмовим листям або очеретом, нині все більшого поширення набуває черепиця. Національний костюм буруанців за фасоном нагадує одяг більшості народів Індонезії — саронг і довгопола сорочка у чоловіків, саронг і коротша кофта у жінок. При цьому забарвлення одягу та елементи декору у масарете, ваесама і рана розрізняються досить істотно.
Традиційна зброя буруанців — прямий тесак паранґ і невеликий спис. Колись буруанці славилися своїм вмінням майстерно кидати спис.